# Skutviken
Skutviken est un quartier de Luleå, en Suède,

## Description
Skutviken est un quartier et une zone industrielle de Luleå, situé à environ 3 kilomètres a l'ouest du centre-ville entre la route nationale 97 et la Malmbanan,. 
La zone industrielle de Skutviken a été planifiée dans les années 1950 dans le cadre de la construction de la  nouvelle Bodenvägen.
Skutviken compte de nombreux concessionnaires automobiles, l'ICA Kvantum et Systembolaget ainsi que l'arène événementielle Coop Norrbotten Arena,.
Plus au nord, le secteur industriel est prolongé par Notviksstan (anciennement zone industrielle de Notviken), Porsödalen (anciennement zone industrielle de Porsögården), Ytterviken (anciennement zone industrielle d'Ytterviken) et le parc d'activités Aurorum,.

## Transports
La lignes de bus 4 et 5 dessert le quartier.
| Ligne | Trajet                                      | Longueur | Arrêts | Réfs.   |
| ----- | ------------------------------------------- | -------- | ------ | ------- |
| 1     | Hertsön - Centrum - Hôpital de Sunderby     | 25,5 km  | 36-37  | Ligne 1 |
| 1     | Hôpital de Sunderby - Centrum - Hertsön     | 25,5 km  | 38-39  | Ligne 1 |
| 2     | Björkskatan - Centrum - Hôpital de Sunderby | 23 km    | 33     | Ligne 2 |
| 2     | Hôpital de Sunderby - Centrum - Björkskatan | 23 km    | 34     | Ligne 2 |
| 3     | Björkskatan - Centrum - Bergnäset           | 12 km    | 26     | Ligne 3 |
| 3     | Bergnäset - Centrum - Björkskatan           | 12 km    | 27     | Ligne 3 |
| 4     | Aéroport de Luleå - Centrum - Aurorum       | 16 km    | 28     | Ligne 4 |
| 4     | Aurorum - Centrum - Aéroport de Luleå       | 16 km    | 28     | Ligne 4 |
| 5     | Hertsön - Centrum - Aurorum                 | 16 km    | 32-33  | Ligne 5 |
| 5     | Aurorum - Centrum - Hertsön                 | 16 km    | 34-35  | Ligne 5 |

## Galerie

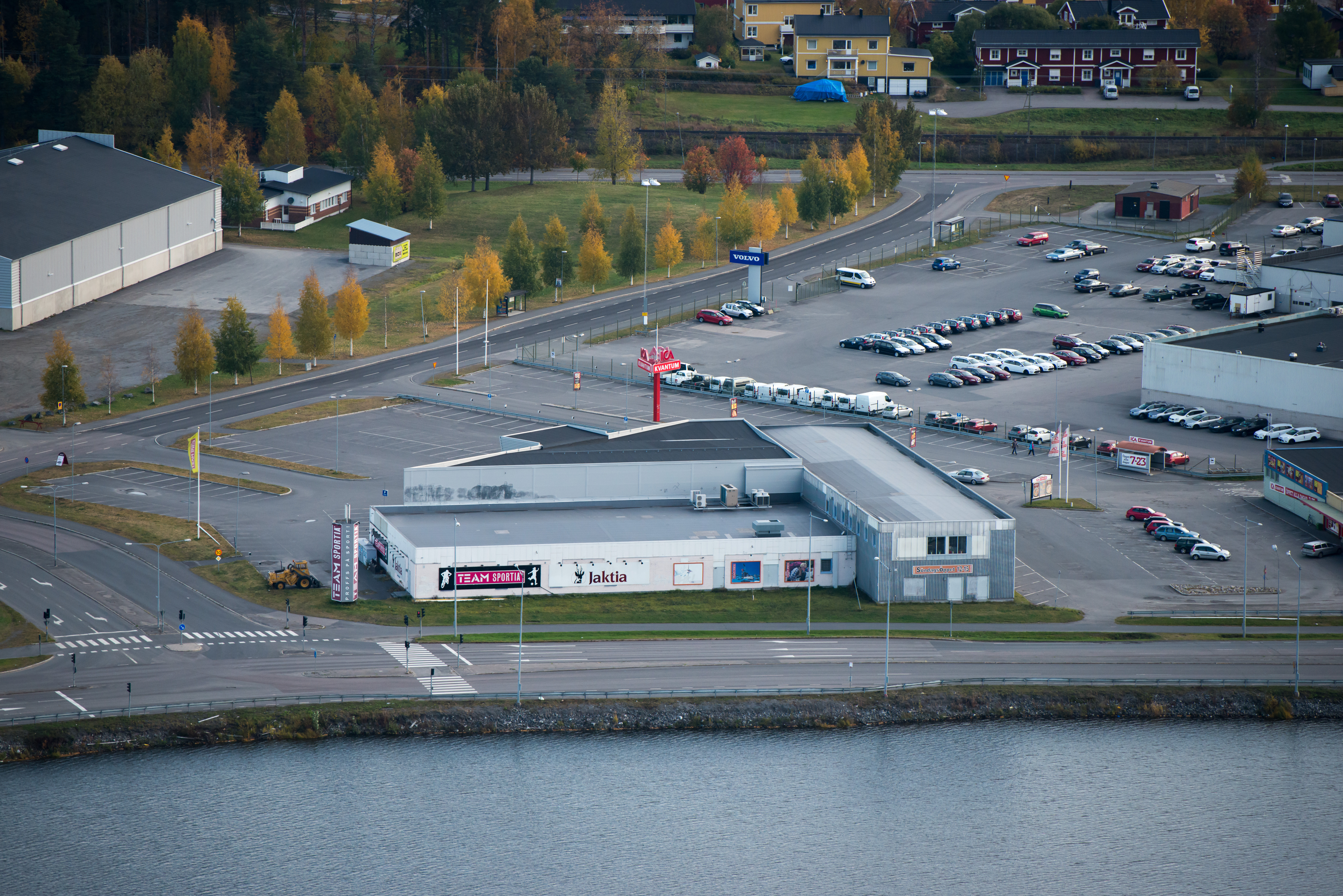
Zone industrielle et commerciale.
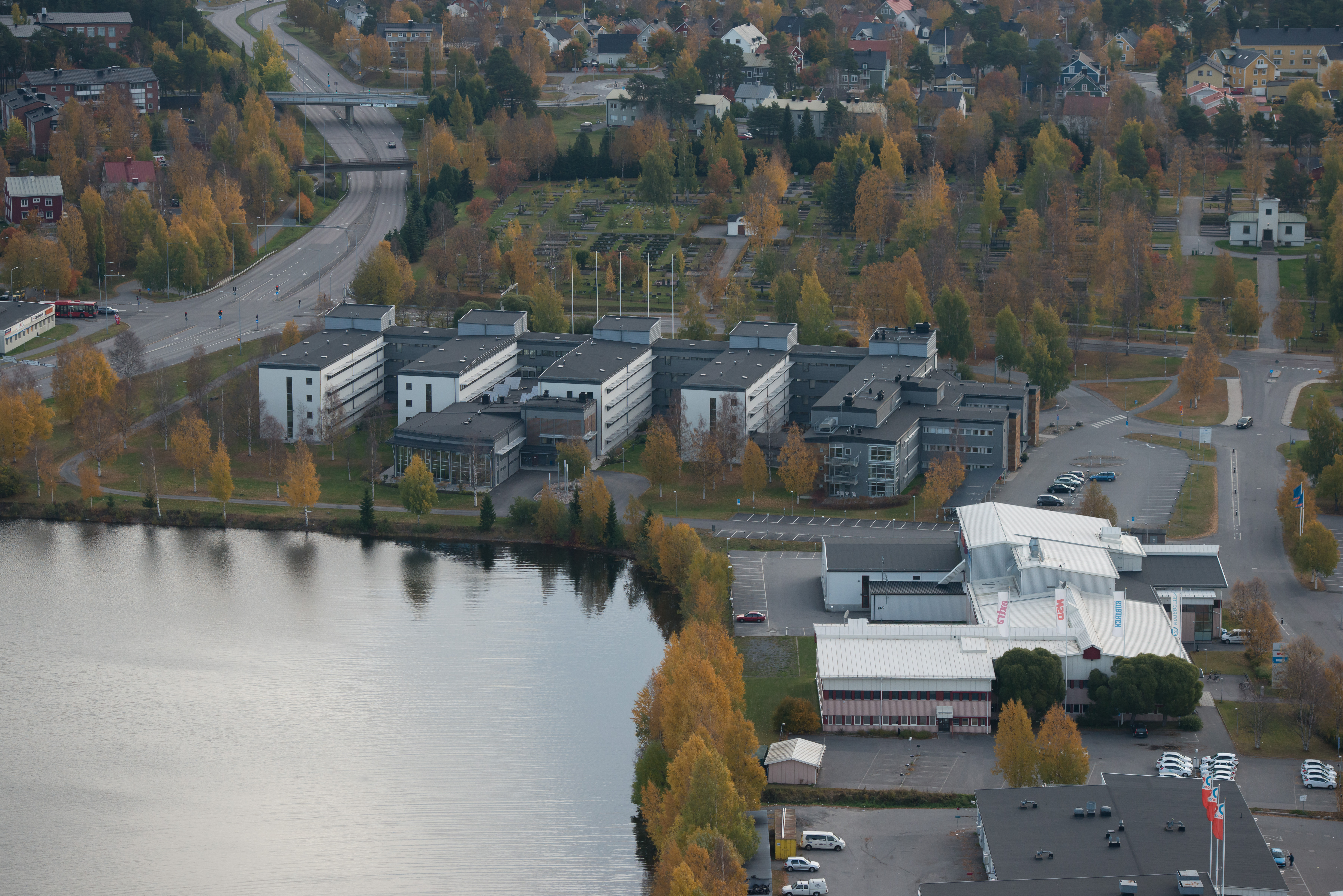
La maison du conseil du comté au bord de Skutviken.